# Stocksfield
Stocksfield är en ort i Storbritannien.   Den ligger i grevskapet och kommunen Northumberland i riksdelen England, i den centrala delen av landet, 400 km norr om huvudstaden London. Stocksfield ligger 30 meter över havet och antalet invånare är 1 501.
Terrängen runt Stocksfield är platt åt nordväst, men åt sydost är den kuperad. Stocksfield ligger nere i en dal. Runt Stocksfield är det tätbefolkat, med 276 invånare per kvadratkilometer. Närmaste större samhälle är Newcastle upon Tyne, 19,6 km öster om Stocksfield. Trakten runt Stocksfield består i huvudsak av gräsmarker.